# Sierra de la Plata (España)
La Sierra de la Plata es un sistema montañoso situado al sur de la península ibérica, en el municipio español de Tarifa (Cádiz). 

## Denominación
Su nombre no debe de aludir a la presencia de minas de plata en sus inmediaciones, de las que no hay ningún indicio, por lo que podría explicarse por el aspecto plateado que ofrecen sus numerosos afloramientos rocosos. El topónimo apareció por primera vez tras la conquista castellana de la ciudad de Tarifa, citándose en el Libro de la Montería de Alfonso XI de Castilla, siendo desconocido su nombre anterior. Como en otros muchos lugares, plata probablemente es un arabismo que designa una calzada pavimentada, en este caso tal vez el decumanus maximus de la ciudad romana de Baelo Claudia.

## Estructura

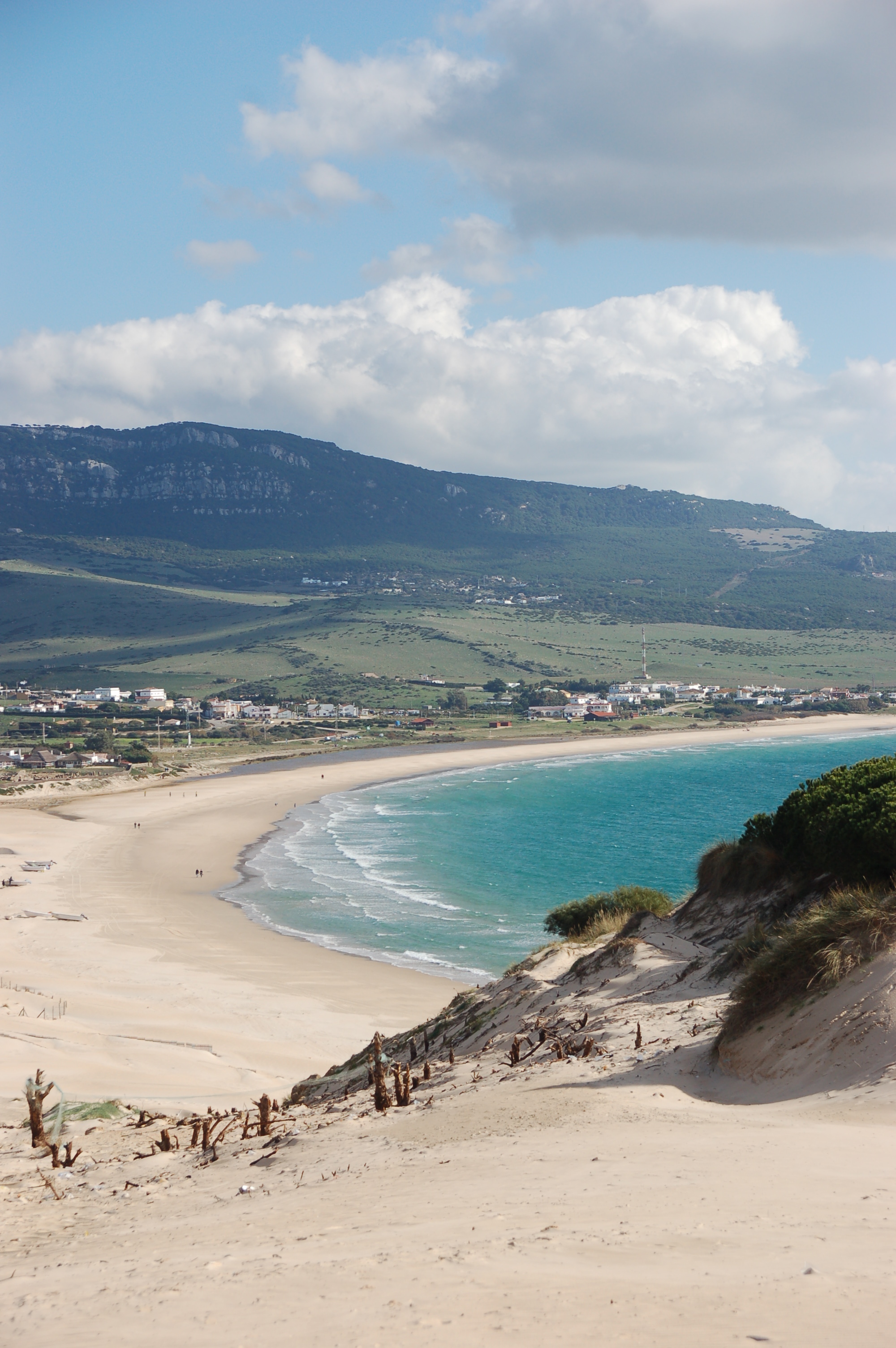
Playa de Bolonia, al fondo la Loma de San Bartolomé.

Presenta su máxima altura en el pico Plata, con 458 metros de altura sobre el nivel del mar. Hacia el Este desciende su altura y forma la Sierra de la Higuera dando lugar a diferentes cerros alrededor de la ensenada de Bolonia cruzados por los arroyos de Alpariate, El Pulido o La Churriana. Su extremo oriental está formado por la Loma de San Bartolomé, con una altura máxima de 422 metros que desciende hacia el mar formando las terrazas de Paloma Alta y Paloma Baja, para formar abruptos acantilados en la zona denominada Punta Paloma.
La práctica totalidad de la sierra, exceptuando parte de las laderas norte, se encuentran protegidas dentro del parque natural del Estrecho.

## Patrimonio
De gran valor natural y paisajístico, forma en su aproximación al mar la punta Camarinal, que separa la playa de El Cañuelo y la playa de Bolonia. Nacen en ella multitud de arroyos estacionales, como el arroyo de Aguaenmedio, el arroyo de El Cañuelo, el arroyo de Las Villas o el arroyo Candalar.

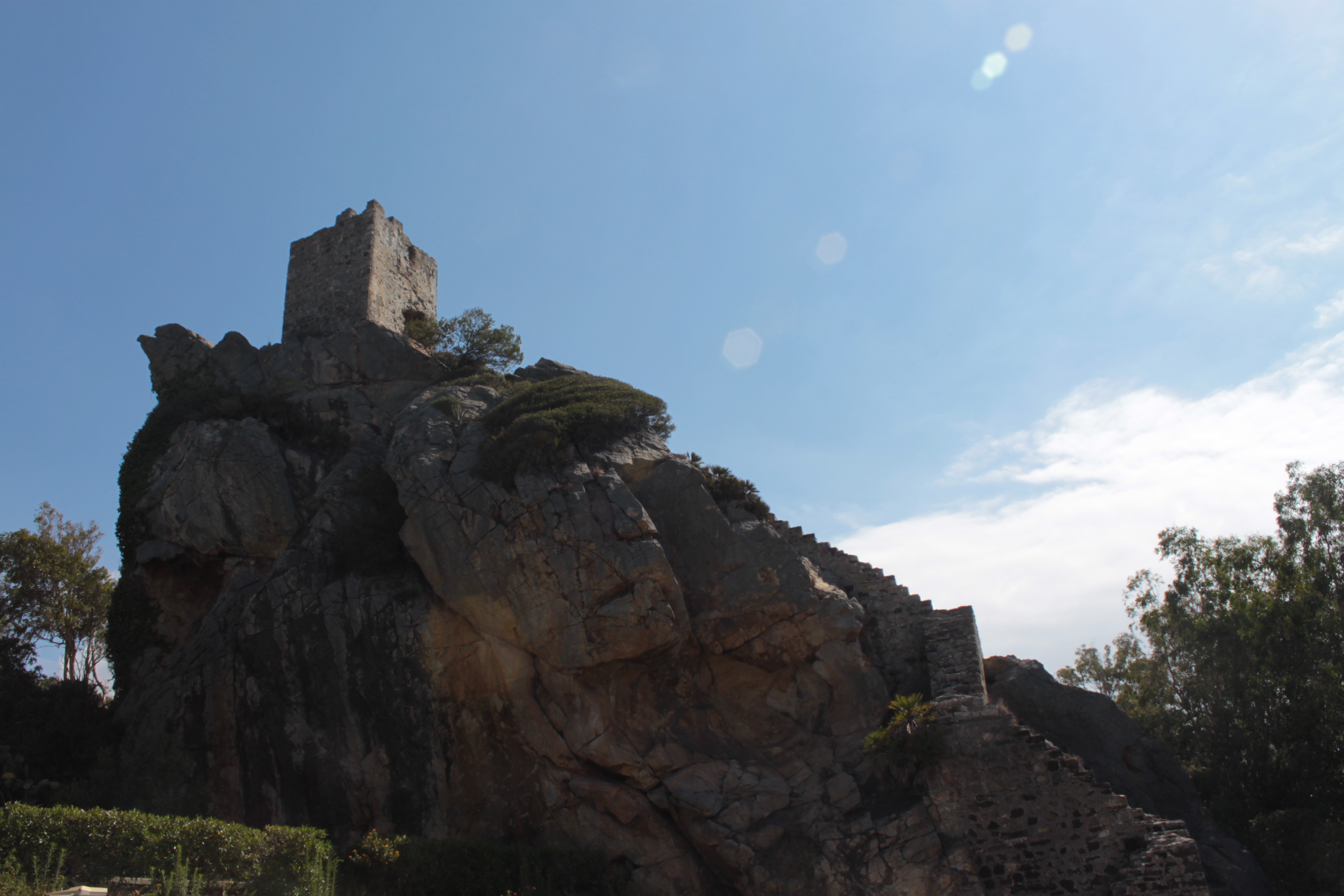
Torre de la Peña

En su aproximación al mar se encuentran los restos arqueológicos de la ciudad romana de Baelo Claudia, y en el pico Plata se ubica el yacimiento prerromano de la Silla del Papa. Además, en sus faldas existe otro yacimiento, la Peña de Ranchiles, de origen probablemente celta, y cuevas con pinturas rupestres, destacando la cueva del Moro. Además, en 2017 se descubrieron varios marcadores solares con pinturas rupestres en cuevas de la zona, siendo únicas en España y probablemente en Europa. Estos parece que servían a los primeros habitantes de la zona como calendarios solares para saber cuándo sembrar y recolectar.